# نیکولتا اونله
نیکولتا اونله (به انگلیسی: Nicoleta Onel) ژیمناست زادهٔ ۸ مارس ۱۹۸۲ میلادی اهل کشور رومانی است.